# 슬리피 할로의 전설

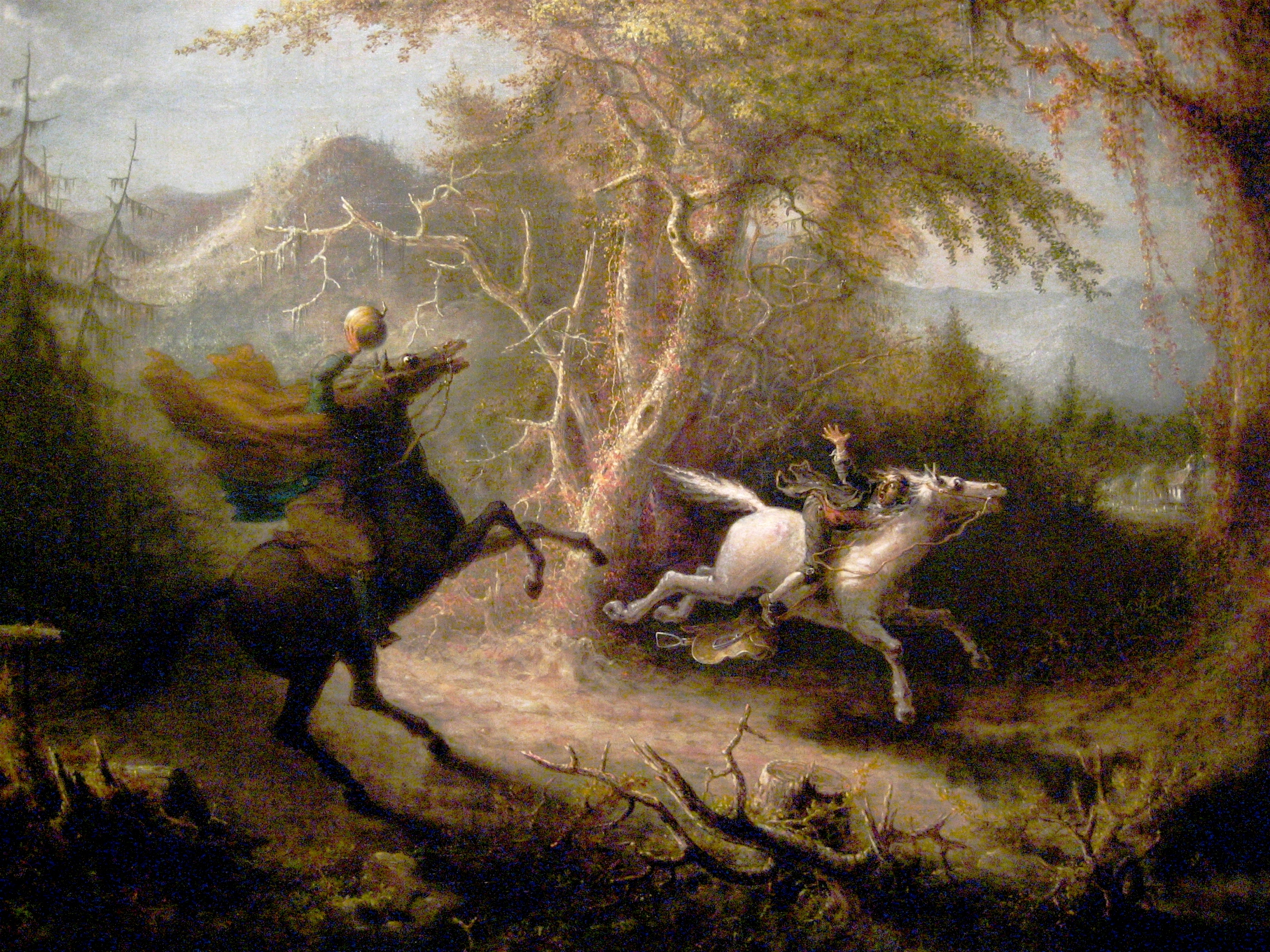

슬리피 할로의 전설(슬리피 할로의 傳說, 영어: The Legend of Sleepy Hollow)은 1820년 출간된 워싱턴 어빙의 《신사 제프리 크레용의 스케치북》에 수록된 단편 소설이다.

## 애니
슬리피 할로우의 전설은 디즈니에서도 등장한다. 그런데 여기서는 이카보드 선생님이 막판에 목없는 기사에게 비참하게 죽는 모습이다.
그리고 그 전에 프롬 본스가 밤에 많은 사람들 앞에서 목없는 기사에 관련된 노래를 부르는데 여기서 대표적인 곡이다.